# Calliocloa
Calliocloa là một chi bướm đêm thuộc họ Noctuidae.